# Victoria-Jungfrau Collection
Die Victoria-Jungfrau Collection mit Sitz in Interlaken ist eine Schweizer Luxushotelgruppe. Sie betreibt das Victoria-Jungfrau Grand Hotel & Spa in Interlaken, das Eden au Lac in Zürich, das Bellevue Palace in Bern, sowie das Crans Ambassador in Crans-Montana. Diese werden innerhalb der Gruppe individuell geführt. Die Unternehmensgruppe beschäftigt insgesamt rund 474 Mitarbeiter (Stand 2018) und erwirtschaftete 2018 einen Umsatz von 62,4 Millionen Schweizer Franken.

## Geschichte
Das Unternehmen wurde 1895 als Betreiberin des Victoria-Jungfrau Grand Hotel & Spa in Interlaken gegründet. 1997 übernahm sie das Palace Luzern am Vierwaldstättersee, mit dem zuvor bereits eine Partnerschaft bestand. 2005 folgte die Übernahme des Hotels Eden au Lac in Zürich. 2007 kam das Hotel Bellevue Palace in Bern hinzu. Im gleichen Jahr wurde die Unternehmensstruktur neu organisiert und die vier Fünfsterne-Hotels unter dem Dach der Victoria-Jungfrau Collection vereint.
2011 verkaufte die Victoria-Jungfrau Collection das Palace Luzern an die CS Funds AG, einem Immobilienfonds der Credit Suisse. Nachdem der chinesische Investor Yunfeng Gao das Hotel im Dezember 2015 kaufte, führte die Victoria-Jungfrau Collection den Hotelbetrieb zunächst weiter, bis im Oktober 2017 das Hotel für eine Renovierung geschlossen wurde.
Im März 2014 übernahm die Aevis Holding AG, zu der auch die Privatklinikgruppe Genolier Swiss Medical Network SA gehört, die Aktienmehrheit der Victoria-Jungfrau Collection AG und beide Firmen fusionierten im Juni 2015 zur Aevis Victoria SA. Die Victoria-Jungfrau Collection AG war bis zur Fusion an der Schweizer Börse kotiert und im Swiss Performance Index gelistet.
2017 kam das Hotel Crans Ambassador in Crans-Montana zur Hotelgruppe.